# Người Kurd ở Syria

Bản đồ phân tích các dân tộc Syria, khu vực người Kurd ở được tô màu hồng 1976

Người Kurd ở Syria đề cập đến những người sinh ra hoặc sinh sống ở Syria có nguồn gốc người Kurd. Người Kurd là dân tộc thiểu số lớn nhất ở Syria, chiếm từ 10% đến 15% dân số theo số liệu của Nhóm quốc tế về Quyền người thiểu số (MNQ), CIA và các nguồn thân chính quyền. [  Người Kurd Syria đã phải đối mặt với sự phân biệt đối xử và quấy rối thường xuyên của chính quyền.
"Syria Kurdistan" là một tên không chính thức được sử dụng bởi một số người để mô tả các khu vực có người Kurd ở phía bắc và đông bắc Syria . Khu vực đông bắc vùng người Kurd ở bao gồm phần lớn của tỉnh Hasakah. Các thành phố chính trong khu vực này là Qamishlo Qamishli và Al-Hasakah. Một khu vực khác có đông dân số người Kurd là Kobanî (tên chính thức là Ayn al-Arab) ở phía bắc của Syria gần thị trấn Jarabulus và cũng ở thành phố Afrin và khu vực xung quanh biên giới Thổ Nhĩ Kỳ.
Nhiều người Kurd đòi hỏi quyền tự trị chính trị cho các khu vực người Kurd sống ở Syria, tương tự như Iraq Kurdistan ở Iraq, hoặc hoàn toàn độc lập như một phần của Kurdistan. Tên gọi Rojava (Kurdish: Rojavayê Kurdistanê) cũng được người Kurd sử dụng để đặt tên khu vực có người Kurd có liên quan đến Kurdistan.

## Nhân khẩu học
Người Kurd là dân tộc thiểu số lớn nhất ở Syria, chiếm khoảng từ 7 đến 15 phần trăm dân số Syria tính đến năm 2011- khoảng 1,6 đến 2,5 triệu người. Dân số người Kurd ở Syria tương đối nhỏ so với dân số người Kurd ở các nước gần đó, như Thổ Nhĩ Kỳ (14,4-16 triệu người), Iran (7,9 triệu) và Iraq (4,7 - 6,2 triệu). Phần lớn người Kurd ở Syria nói tiếng Kurmanji, một thổ ngữ người Kurd được dùng ở Thổ Nhĩ Kỳ, Đông Bắc Iraq và Iran.
Vào đầu thế kỷ 20 theo ước tính khoảng 12.000 người Kurd sống ở Damascus; một số người Kurd không biết rõ con số ở khu vực Kurd-Dagh; 16.000 người Kurd sống ở vùng Jarabulus; và một số không rõ sống ở tỉnh Jazira, nơi họ có thể chiếm đa số. Trong những năm 1920 sau cuộc nổi dậy của người Kurd ở Kemalist Thổ Nhĩ Kỳ, có một lượng lớn người Kurd đến tỉnh Jazira của Syria sinh sống. Người ta ước tính rằng 25.000 người Kurd chạy trốn vào thời điểm này đến Syria . Theo Stefan Sperl, những người Kurd mới đến chiếm không hơn 10% dân số người Kurd tại Jazira vào thời điểm đó và tất cả đều được các cơ quan có thẩm quyền người Pháp, công nhận kỹ năng nông nghiệp của họ, cấp cho quyền công dân . Tuy nhiên, các báo cáo chính thức của Pháp cho thấy sự tồn tại của 45 ngôi làng người Kurd ở Jazira trước năm 1927. Một làn sóng người tị nạn mới đến vào năm 1929. Đến năm 1939, con số các làng lên đến từ 700 đến 800. Ước tính của Sperl cũng mâu thuẫn với ước tính của các nhà địa lý người Pháp Fevret và Gibert, ước tính năm 1953 trong tổng số 146.000 cư dân Jazira, nông dân Kurds chiếm 60.000 người (41%), 50.000 du mục người Arab (34%), và một phần tư dân số là Kitô hữu,.
Mặc dù người Kurd có lịch sử lâu dài ở Syria, chính phủ đã sử dụng cơ sở lý luận, là nhiều người Kurd đã trốn sang Syria trong những năm 1920 để tuyên bố rằng người Kurd không phải là người bản xứ và biện minh cho chính sách phân biệt đối xử của chính phủ chống lại họ.